# Parábola del siervo fiel

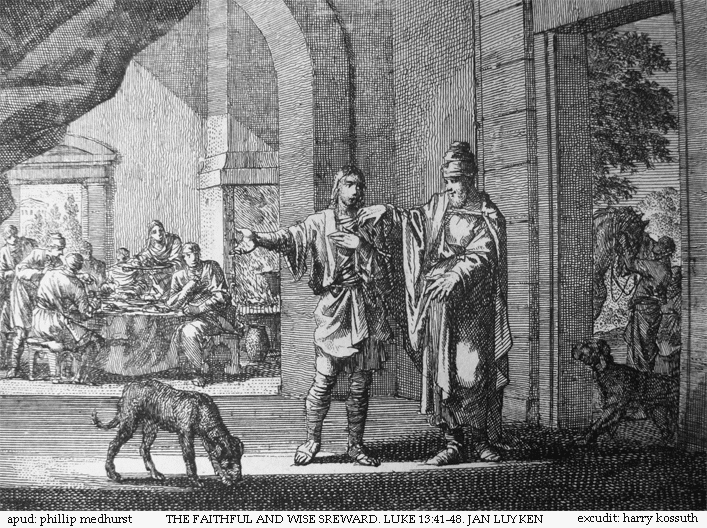
Aguafuerte por Jan Luyken ilustrando la parábola, de la Biblia de Bowyer.

La Parábola del siervo fiel (o Parábola del Mayordomo) es una parábola de Jesús que se encuentra en Mateo 24:42-51, Marcos 13:34-37, y Lucas 12:35-48 sobre lo que es importante que vigile el fiel.
En Mateo, precede a la Parábola de las diez vírgenes, la cual tiene un tema escatológico similar de estar preparado para el día del Juicio Final.

## Narración
En Lucas, la parábola es como sigue:

35 Estén preparados, ceñidos y con las lámparas encendidas.
36 Sean como los hombres que esperan el regreso de su señor, que fue a una boda, para abrirle apenas llegue y llame a la puerta.
37 ¡Felices los servidores a quienes el señor encuentra velando a su llegada! Les aseguro que él mismo recogerá su túnica, los hará sentar a la mesa y se pondrá a servirlo.
38 ¡Felices ellos, si el señor llega a medianoche o antes del alba y los encuentra así!
39 Entiéndalo bien: si el dueño de casa supiera a qué hora va llegar el ladrón, no dejaría perforar las paredes de su casa.
40 Ustedes también estén preparados, porque el Hijo del hombre llegará a la hora menos pensada».
41 Pedro preguntó entonces: «Señor, ¿esta parábola la dices para nosotros o para todos?».
42 El Señor le dijo: «¿Cuál es el administrador fiel y previsor, a quien el Señor pondrá al frente de su personal para distribuirle la ración de trigo en el momento oportuno?
43 ¡Feliz aquel a quien su señor, al llegar, encuentra ocupado en este trabajo!
44 Les aseguro que lo hará administrador de todos sus bienes.
45 Pero si este servidor piensa: "Mi señor tardará en llegar", y se dedica a golpear a los servidores y a las sirvientas, y se pone a comer, a beber y a emborracharse,
46 su señor llegará el día y la hora menos pensada, lo castigará y le hará correr la misma suerte que los infieles.
47 El servidor que, conociendo la voluntad de su señor, no tuvo las cosas preparadas y no obró conforme a lo que él había dispuesto, recibirá un castigo severo.
48 Pero aquel que sin saberlo, se hizo también culpable, será castigado menos severamente. Al que se le dio mucho, se le pedirá mucho; y al que se le confió mucho, se le reclamará mucho más.

## Interpretación
En Mateo, la parábola comienza con el mandato: "Por tanto velad, porque no sabeis qué día vuestro Señor vendrá" (Mateo 24:42). En otras palabras, "el discípulo debe estar preparado para la llegada de su Señor, estando alerta y despierto en su puesto." Incluso aunque pueda haber señales inequívocas de la Segunda Venida de Jesus, el tiempo exacto es desconocido. Esto es un tema qué también ha sido discutido anteriormente en Lucas 12. La referencia a un banquete de boda en Lucas 12:36 sugiere un banquete celestial, y recuerda la parábola de las diez vírgenes, que sigue a esta parábola en Mateo.
La segunda parte de la parábola incluye una advertencia de que se requerirá mucho de la persona a quien se le da mucho. J. Dwight Pentecost escribe que este parábola "enfatiza que el privilegio trae responsabilidad y que la responsabilidad implica imputabilidad." Esto se aplica particularmente a los dirigentes religiosos.
Los testigos de Jehová identifican al criado, que en su traducción de la Biblia llaman el "esclavo fiel y discreto", con el Cuerpo Gobernante de su religión en su función de dispensar alimento espiritual a los seguidores de Cristo.

## Himnos
La parábola es el tema de varios himnos, incluyendo el de Philip Doddridge,  Ye Servants of the Lord, el cual termina:

Christ shall the banquet spread

With His own royal hand,

And raise that faithful servant’s

Amid the angelic band.

Traducido al español

Cristo extenderá el banquete

Con Su mano real,

Y resucitará a los siervos fieles

En medio del coro angelical